# تلاعب بالنظام
التلاعب بالنظام (بالإنجليزية:  Gaming the system)‏ ويشار إليه أيضًا بـ التلاعب بالقواعد أو إساءة استخدام النظام أو استغلال النظام أو سوء الاستفادة من النظام أو التأثير في النظام هو استخدام القواعد والإجراءات التي تم وضعها بهدف الحفاظ على النظام لأغراض أخرى تتعلق بالتلاعب به للتوصل إلى النتيجة المرجوة.
وفقًا لجيمس ريلي، المصرفي الأمريكي، فإن هياكل الشركات والمنظمات (سواء كانت سياسات وإجراءات صريحة وضمنية والأهداف المعلنة والنماذج العقلية) تؤدي إلى سلوكيات تشكل خطورة على النجاح التنظيمي طويل المدى والمنافسة. فالبنسبة للبعض، يكون «الخطأ... جوهر» التلاعب بالنظام«الذي تتيح فيه ثغرة في البروتوكول القيام بممارسات خاطئة تؤدي إلى نتائج غير مقصودة.»

## أمثلة

### التمويل
مع الأخذ في الاعتبار أن «الأزمة المالية الأخيرة أظهرت أن أسواقنا المالية قد تجاوزت قدرة نظامنا الحالي على تنظيمها»، رأى هنري بولسون ضرورة واحدة تكمن في أن «الإطار الأفضل يظهر ازدواجية أقل، والتي تقيد قدرة المؤسسات المالية على انتقاء واختيار المنظمين الأقل صرامة - وهي ممارسة تعرف باسم المراجحة التنظيمية»، وقد ساعدت في انتشار التلاعب بالنظام التنظيمي.
وقد تم التعرف على تأثير مماثل مساهم في إطار نظم تصنيف الشركات، حيث «يصبح التلاعب بالنظام أكثر خبثًا عندما يتم الجمع بين إضفاء الطابع الرسمي والشفافية.»;
وفيما يتعلق بأسعار الصرف العالمية، فإن العديد ممن "نسبوا أرصدة التجارة الضخمة واحتياطات رؤوس الأموال الكبيرة بالصين إلى سياستها الحالية الخاصة بالعملة" قد لاحظوا جهودها «للحفاظ على عملتها ضعيفة بشكل مصطنع، وهو ما منع قوى السوق من مساعدة الصين على إعادة موازنة اقتصادها» بوصفها شكلاً من أشكال التلاعب في هيمنة الدولار.

### النسخ المتوفرة على الإنترنت
يتم تحذير مصممي مجتمعات الإنترنت بوضوح أنه «كلما قمت بإنشاء نظام لإدارة مجتمع ما، حاول أحدهم استغلاله لصالحه.» وبالتالي، فإنه ينصح من البداية «بالتفكير كرجل سيئ» والتفكير في «السلوكيات التي تشجعها بدون قصد من خلال إنشائك بعض القواعد الاجتماعية الجديدة لمجتمعك.»
ومع ذلك، فإن آخرين سوف يثمنون الآثار التحررية "للثغرة" قائلين إن "التلاعب بالنظام، على الرغم من جميع الأذى الذي يتسبب به للمسعى الجماعي لمشروع مثل ويكيبيديا، فإنه يمثل إمكانية في حد ذاتها" ويؤكد على استمرار دور "الوساطة في الحدث الواحد.

### الحكومة
«في بدايات القرن الواحد والعشرين، طورت الحكومات في المملكة المتحدة، وخاصة في إنجلترا، إدارة خدمات عامة تجمع بين الأهداف وعنصر من الخوف. وهو ما كان له نظير واضح في النظام السوفيتي، والذي كان ناجحًا في البداية ثم انهار بعد ذلك.» ويستخدم المقال أدلة من الخدمات الصحية العامة الإنجليزية للنجاحات المبلغ عنها، ومشاكل القياس، والتلاعب بالنظام.

### أخرى
حدد إريك برن نوعًا من أنواع "التلاعب بالنظام" في السياق الإكلينيكي عن طريق ما أسماه لعبة "الطب النفسي" وشعارها "لن تعالجني أبدًا، ولكنك ستعلمني أن أصبح مريضًا نفسيًا أفضل (يلعب لعبة "الطب النفسي" بطريقة أفضل)." "حيث أشار إلى أن هناك عددًا من المرضى "ينتقون المحللين النفسيين ذوي الأداء الضعيف بعناية، منتقلين من واحد لآخر، مما يدل على أنه لا يمكن علاجهم، وفي الوقت ذاته فهم يتعلمون ألعابًا "نفسية" أكثر وضوحًا، وفي النهاية يصبح من الصعب حتى على الأطباء من الدرجة الأولى التفريق بين الغث والسمين."

### ستينيات القرن العشرين
أشارت جيني ديكسي، مدرسة اللغة الإنجليزية وكاتبة، أن العديد ممن كانوا يافعين في ستينيات القرن العشرين قد نضجوا وأصبحوا ناجحين مهنيًا في سن صغيرة. وفي عام 1971، بدأت العمل بمدرستها الخاصة ولكنها بقيت متشائمة بعض الشيء في سبعينيات القرن ذاته من أن يتغير التلاعب بالنظام الذي ساد في ستينيات هذا القرن.

### تربية الأطفال
إن الخلافات الوالدية حول تربية الطفل ستعطي له «فرصة اللعب على أحد الوالدين ضد الآخر... فهذه هي الطريقة التي يعمل بها النظام.» ومع ذلك، تؤكد نظرية العلاقة بالموضوع على أنه «إذا وجد طفل أن أحد والديه أكثر تبسطًا مقارنة بالآخر الذي يسعى لوضع حدود له، فإنه قد يستفيد من هذا الانقسام..وهو عادة ما يمثل له نصرًا ولكنه نصر أجوف.» فما يأمله الطفل حقًا هو أن «يبدأ الوالدان في رؤية ضرورة الاتفاق معًا حول مسألة وضع الحدود.»
في مرحلة معينة حول التغذية المشروطة - كأن تعرض تقديم الحلوى بشرط تناول غذاء غير محبوب معين - لوحظ على وجه التحديد أن «التغذية المشروطة تشجع الأطفال على الجدال وممارسة» التلاعب«...والتفاوض لتحقيق أفضل المكاسب.»

## كتابات أخرى
- Bevan G, Hood C What's measured is what matters: targets and gaming in the English public health care system - Public administration, 84 (3) Pages 517-538.
- Figlio DN Getzler LS Accountability, ability and disability: Gaming the system - NBER working paper series Paper 9307 October 2002
- Johnson RN, Mosqueda C, Ramón A, & Hunt DM Gaming the system: inflation, privilege and the under-representation of African American students at the University of California - Bunche Research Report Volume 4 No 1 January 2008
- Kralovec E Buell J High-stakes testing, homework, and gaming the system - The Humanist May-June 2005
- McKenzie KB Pragmatism or Gaming the System? One School District’s Solution to Low Test Scores - Journal of Cases in Educational Leadership December 2009 Volume 12 Number 4 Pages 17-28
- Mankin J Gaming the system: how Afghan opium underpins local power - Journal of International Affairs Volume 63 No 1 Fall/Winter 2009 Pages 195-209 نسخة محفوظة 30 سبتمبر 2011 على موقع واي باك مشين.
- Morreim EH Gaming the System Dodging the Rules, Ruling the Dodgers - Archives of Internal Medicine 1991;151(3) Pages 443-447
- Regis C Physicians gaming the system: modern-day Robin Hood? - Health Law Review Volume 13 Number 1 Pages 19-24 (2005)
- Rieley JB <1::AID-NPR1>3.0.CO;2-9/abstract Are your employees gaming the system? - National Productivity Review Volume 19 Issue 3 Pages 1-6 Summer 2000

## وصلات خارجية
- Adams S Dentists 'overcharging NHS patients hundreds of pounds' - The Telegraph 23 May 2011
- Barkham P Asylum-seeker charities are just playing the system, says Woolas - The Guardian, Tuesday 18 November 2008
- Lister S NHS dentists play the system to put income before care, Tories claim - The Times May 4, 2010[وصلة مكسورة]
- Rayner G MPs' expenses: Ten ways MPs play the system to cash in on expenses and allowances - The Daily Telegraph 8 May 2009